# Sinéad O'Connor
Sinéad Marie Bernadette O’Connor (/ʃɪˈneɪd oʊˈkɒnər/; sinh ngày 8 tháng 12 năm 1966 – 26 tháng 7 năm 2023) là một ca sĩ kiêm sáng tác nhạc người Ireland. Bà trở nên nổi tiếng vào cuối thập kỷ 1980 với album đầu tay The Lion and the Cobra. O’Connor nổi tiếng toàn thế giới năm 1990 với một bản phối mới của bài hát "Nothing Compares 2 U" của ban nhạc Prince.
Kể từ đó, trong khi duy trì sự nghiệp ca hát của mình, bà đã thỉnh thoảng gặp phải tranh cãi, một phần do phát biểu và cử chỉ của bà - việc thụ phong linh mục của bà mặc dù bà là một người phụ nữ với đức tin Công giáo La Mã, quan điểm được thể hiện mạnh mẽ của bà về các tôn giáo có tổ chức, quyền phụ nữ, chiến tranh, và lạm dụng trẻ em.
Ngoài mười album solo của mình, các tác phẩm của bà bao gồm nhiều đĩa đơn, ca khúc cho bộ phim, hợp tác với nhiều nghệ sĩ khác, và các lần xuất hiện tại buổi hòa nhạc từ thiện gây quỹ.
Bà qua đời ngày 26 tháng 7 năm 2023 ở tuổi 56 vì hậu quả của chứng trầm cảm, nguyên nhân xảy đến được cho là vụ việc con trai của bà đã Tự sát ở tuổi 17 vào 18 tháng trước.

## Thời thơ ấu
O'Connor sinh ra ở Glenageary thuộc hạt Dublin. Bà là người thứ ba trong số 5 người con, em gái của tiểu thuyết gia Joseph O'Connor. Cha mẹ cô là Sean O'Connor, một kỹ sư về cấu trúc sau đó trở thànhi luật sư và chủ tịch của Nhóm Hành động Ly hôn và Marie O'Connor. Cặp vợ chồng kết hôn sớm và có một mối quan hệ khó khăn, chia tay khi Sinéad được tám tuổi. Ba người con lớn nhất sống với mẹ của họ, nơi O'Connor tuyên bố, họ đã bị hành hạ thể chất thường xuyên. Bài hát "Fire on Babylon" của bà là về những ảnh hưởng của việc ngược đãi trẻ em của chính bà và bà luôn lên tiếng nhân danh cho trẻ em bị lạm dụng. Những nỗ lực của Sean O'Connor trong việc bảo vệ quyền nuôi con của ông, ở một đất nước mà đàn ông thường bị từ chối quyền nuôi con và cấm ly dị, đã thúc đẩy ông trở thành chủ tịch của Nhóm hành động Ly hôn và một phát ngôn viên công chúng nổi bật. Có lúc, ông thậm chí còn tranh cãi với vợ về đề tài này trong một chương trình truyền thanh.
Năm 1979, O'Connor bỏ mẹ và theo sống với cha và vợ mới của ông. Tuy nhiên, vào năm 15 tuổi, việc cô ăn trộm cửa hàng và trốn học đã khiến cô bị đưa 18 tháng vào một trại cư trú Magdalene ,Trung tâm Huấn luyện Grianán của nhà dòng Đức mẹ Bác ái. Về vài phía cạnh, cô phát triển mạnh mẽ ở đó, đặc biệt là trong việc phát triển văn học và âm nhạc của cô, nhưng bà cũng bực tức vì phải tuân theo luật lệ. Các học sinh không nghe lời đôi khi được đưa đến ngủ trong nhà dưỡng lão bên cạnh, một kinh nghiệm sau đó cô nhận xét, "Tôi chưa bao giờ và có lẽ sẽ không bao giờ trải nghiệm sự hoảng sợ và khủng bố và lo âu như vậy về bất cứ điều gì.
Một trong số các tình nguyện viên tại Grianán là em gái của Paul Byrne, tay trống cho ban nhạc In Tua Nua, người nghe O'Connor hát "Evergreen" của Barbra Streisand. Cô thu âm một bài hát với họ gọi là "Take My Hand" nhưng họ cảm thấy rằng lúc 15 tuổi, cô còn quá nhỏ để tham gia vào ban nhạc .
Năm 1983, cha cô đã đưa cô đến Newtown School, trường nội trú độc lập của Quaker ở Waterford, một tổ chức có bầu khí quyến rũ hơn nhiều so với Grianan. Với sự giúp đỡ và động viên của thày giáo dạy tiếng Ireland, Joseph Falvey, cô đã thu âm một bản demo gồm bốn bài hát với hai bài hát lại và hai bài hát của cô sau đó xuất hiện trong album đầu tiên của cô.
Thông qua một quảng cáo mà cô đặt trong Hot Press vào giữa năm 1984, cô đã gặp Colm Farrelly. Cùng nhau họ tuyển dụng một vài thành viên khác và thành lập một ban nhạc được gọi là Ton Ton Macoute. Ban nhạc chuyển đến Waterford trong khi O'Connor theo học ở Newtown, nhưng cô nhanh chóng bỏ học và theo họ đến Dublin, nơi mà các buổi trình diễn của họ đã nhận được những lời bình luận tích cực. Âm thanh của họ được lấy cảm hứng từ sự quan tâm của Farrelly đối với âm nhạc thế giới, mặc dù phần lớn các nhà quan sát đều nghĩ rằng giọng ca và sự hiện diện của O'Connor trên sân khấu là những đặc điểm mạnh nhất của ban nhạc 
Vào ngày 10 tháng 2 năm 1985, mẹ của O'Connor chết trong một vụ tai nạn xe hơi, bất chấp mối quan hệ căng thẳng của họ, điều này làm tổn thương cô. Chẳng bao lâu sau đó cô rời khỏi ban nhạc, mà vẫn sinh hoạt với nhau, mặc dù O'Connor tuyên bố ngược lại trong các cuộc phỏng vấn sau này, Và cô chuyển đến London.
O'Connor vào tháng 6 năm 1993 đã viết một lá thư cho công chúng trên tờ The Irish Times, trong đó yêu cầu mọi người "ngừng làm tổn thương" cô ấy: "Nếu tôi có thể chống lại tiếng nói của cha mẹ tôi và thu thập được cảm giác tự tin / Sau đó tôi sẽ có thể thực sự hát... " Bức thư lặp lại cáo buộc lạm dụng của cha mẹ cô khi cô còn nhỏ mà O'Connor thường nói trong các cuộc phỏng vấn. Anh trai Joseph, bảo vệ cha mình trên báo nhưng đồng ý về "sự lạm dụng cực đoan và bạo lực của mẹ" cả về tình cảm và thể chất ". Sinead nói trong tháng đó, "Gia đình chúng tôi đã rất rối tung, chúng tôi không thể giao tiếp với nhau, tất cả chúng tôi đều đau khổ, như tôi đau khổ." 